# По следам Игоря Рицци

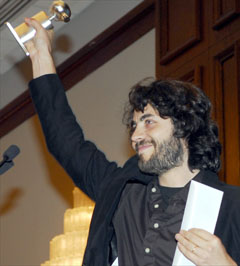
Режиссёр Ноэль Митрани получает премию Торонтского кинофестиваля 16 сентября 2006 г.

По следам Игоря Рицци, фр. Sur la trace d'Igor Rizzi — квебекский фильм-нуар, который поставил режиссёр Ноэль Митрани в 2006 г.
Фильм получил высокие отзывы международных критиков как значительное событие в авторском кино. Англоязычная версия вышла под названием On The Trail Of Igor Rizzi. На DVD фильм вышел 6 ноября 2007 года Архивная копия от 29 января 2008 на Wayback Machine.

## Сюжет
Французский футболист Жан-Марк Тома, некогда успешный и богатый, после травмы ушёл из спорта и остался «на мели». Он поселяется в Монреале, где погибла его подруга Мелани родом из Квебека, в надежде поддерживать воспоминания о ней. Друг толкает его на путь сначала мелкого воровства, а когда деньги заканчиваются — предлагает ему убить некоего «руссо-итальянца» Игоря Рицци, конкурента местного мафиозного босса. Одновременно с этим футболист влипает в историю с трупом молодой женщины, оказавшимся помимо его воли в его квартире.

## В ролях
- Лоран Люка: Жан-Марк Тома
- Пьер-Люк Брийан: Мишель
- Изабель Бле: Мелани, подруга Жан-Марка
- Эмманюэль Билодо: Жильбер Маккой, «детектив»
- Ив Аллер: Говард, мафиозный босс
- Жасинт Пилот: жертва ночного преступления
- Дэн Чэпмен: Игорь Рицци
- Мелани Пилон: полицейская
- Вероник Митрани: прохожая

## Награды
- «Лучший канадский фильм» — Торонтский кинофестиваль, 2006
- Canada’s Top Ten 2006, один из 10 лучших канадских фильмов 2006 г.